# Damian Czykier
Damian Czykier (Białystok, 10 agosto 1992) è un ostacolista polacco.

## Biografia
È arrivato 4° alle Universiadi estive 2015 e ai Campionati europei 2016. Il suo record personale è di 13 s 32 ottenuto nelle semifinali di Amsterdam durante questi ultimi campionati contro un vento di 1,8 m/s. Ha concluso la finale in 13 s 40.
Ha portato il suo record a 13 s 28 (+ 1,2 m/s) il 2 giugno 2017 a Bydgoszcz.
Il 27 agosto 2017 ha vinto la medaglia di bronzo alle Universiadi di Taipei nel 13 s 56.
È finalista (4º) dei Campionati del mondo di atletica leggera 2022.

## Palmarès
| Anno | Manifestazione  | Sede           | Evento   | Risultato   | Prestazione | Note |
| ---- | --------------- | -------------- | -------- | ----------- | ----------- | ---- |
| 2015 | Europei indoor  | Praga          | 60 m hs  | Semifinale  | 7"75        |      |
| 2015 | Universiadi     | Gwangju        | 110 m hs | 4º          | 13"72       |      |
| 2016 | Europei         | Amsterdam      | 110 m hs | 4º          | 13"40       |      |
| 2016 | Giochi olimpici | Rio de Janeiro | 110 m hs | Semifinale  | 13"50       |      |
| 2017 | Europei indoor  | Belgrado       | 60 m hs  | Batteria    | 7"65        |      |
| 2017 | Mondiali        | Londra         | 110 m hs | Semifinale  | 13"42       |      |
| 2017 | Universiadi     | Taipei         | 110 m hs | Bronzo      | 13"56       |      |
| 2018 | Mondiali indoor | Birmingham     | 60 m hs  | Semifinale  | 7"78        |      |
| 2018 | Europei         | Berlino        | 110 m hs | 4º          | 13"38       |      |
| 2019 | Europei indoor  | Glasgow        | 60 m hs  | Semifinale  | 7"77        |      |
| 2019 | Europei indoor  | Glasgow        | 4x400 m  | 4º          | 3'08"40     |      |
| 2021 | Europei indoor  | Toruń          | 60 m hs  | 6º          | 7"63        |      |
| 2021 | Giochi olimpici | Tokyo          | 110 m hs | Semifinale  | 13"63       |      |
| 2022 | Mondiali indoor | Belgrado       | 60 m hs  | Semifinale  | 7"61        |      |
| 2022 | Mondiali        | Eugene         | 110 m hs | 4º          | 13"32       |      |
| 2022 | Europei         | Monaco         | 110 m hs | Semifinale  | 13"99       |      |
| 2023 | Europei indoor  | Istanbul       | 60 m hs  | Batteria    | 7"95        |      |
| 2023 | Mondiali        | Budapest       | 110 m hs | Semifinale  | 13"97       |      |
| 2024 | Europei         | Roma           | 110 m hs | Finale      | dnf         |      |
| 2024 | Giochi olimpici | Parigi         | 110 m hs | Ripescaggio | 13"71       |      |
| 2025 | Europei indoor  | Apeldoorn      | 60 m hs  | Batteria    | 7"70        |      |

## Altre competizioni internazionali
2019
- Campionati europei a squadre di atletica leggera ( Bydgoszcz)

2021
- Campionati europei a squadre di atletica leggera ( Chorzów)